# Erhard Göpel

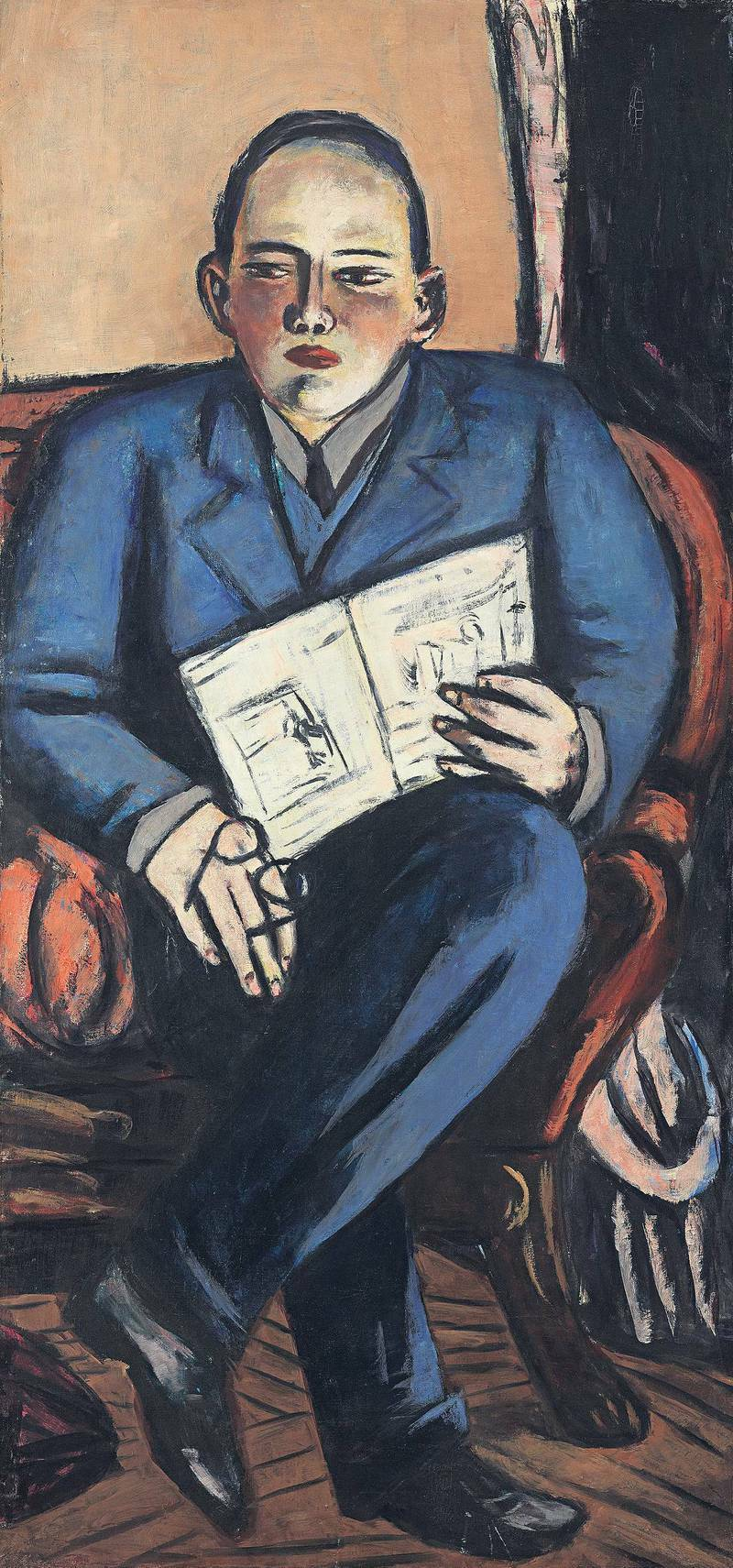
Max Beckmann: Bildnis Erhard Göpel (1944), Alte Nationalgalerie, Berlin

Erhard Göpel (* 3. Juni 1906 in Leipzig; † 29. Oktober 1966 in München) war ein deutscher Kunsthistoriker. Während der Zeit des Nationalsozialismus war er am Kunstraub in den von den Deutschen besetzten Gebieten beteiligt. Zugleich war er für den im Rahmen der Aktion „Entartete Kunst“ diffamierten Maler Max Beckmann Helfer in der Not. Beckmann starb 1950. Göpel war bis zu seinem Lebensende zusammen mit seiner Ehefrau Barbara Göpel um das Werk Beckmanns bemüht. Beispiele sind die Erstellung eines Werkverzeichnisses und weitere Veröffentlichungen.

## Leben und Wirken bis 1939
Erhard Göpel studierte Kunstgeschichte, vor allem bei Wilhelm Pinder und Theodor Hetzer, der ihn mit einer Arbeit über »Anthonis van Dyck, Philipp Le Roy und die Kupferstecher« 1937 promovierte. Göpel war auch ein Anhänger der modernen Kunst und schrieb als Kunstkritiker für liberale Tageszeitungen, wie die Vossische Zeitung, Berliner Tageblatt und die Frankfurter Zeitung, Beiträge für die von Karl Scheffler herausgegebene Zeitschrift Kunst und Künstler.

## Zeit des Zweiten Weltkrieges
Bei Kriegsausbruch diente Göpel bei verschiedenen Wehrmachtsstäben als Dolmetscher. Trotz seiner liberalen Neigungen und Liebe zur modernen Kunst war Göpel in der Kunstpolitik des Nationalsozialismus engagiert. Seit Februar 1942 war er als Vertreter des Sonderauftrags Linz beim Reichskommissar in den besetzten niederländischen Gebieten und mit der Wahrnehmung der Interessen des Sonderauftrags Linz in Frankreich und Belgien beauftragt. Der Sonderauftrag Linz war eine von Hitler persönlich eingesetzte und ihm direkt unterstellte Organisation, die die Aufgabe hatte, die Kunstsammlung für das so genannte Führermuseum Linz zusammenzutragen. Der erste Leiter war der Dresdner Galeriedirektor Hans Posse, der 1942 verstarb. Dessen Nachfolger als Direktor der Dresdner Galerie und als Leiter des Sonderauftrags Linz wurde der Kunsthistoriker und vorherige Leiter der Gemäldegalerie des Nassauischen Museums Wiesbaden Hermann Voss.  Göpel war ihm unterstellt und beschaffte unter seiner Aufsicht Werke  für Hitlers Museum aus  den besetzten westlichen Ländern, wobei es sich in vielen Fällen auch um geraubte Kunst handelte. Das waren vor allem aus jüdischem Besitz beschlagnahmte oder unter Zwangsmaßnahmen erworbene Kunstwerke. 

Göpel war daher auch in Frankreich tätig. Der Stellvertretende Leiter des Sonderstabes Bildende Kunst in Paris Bruno Lohse hatte ihm ein Büro in den Räumen des Einsatzstabes eingerichtet. 1943 war Göpel führend an der Akquisition von großen Teilen der in Frankreich beschlagnahmten jüdischen Kunstsammlung „Alphonse Schloss“ beteiligt, die den Eigentümern im Süden Frankreichs in Zusammenarbeit der Polizei des Vichy-Regimes mit dem Einsatzstab Reichsleiter Rosenberg (ERR) geraubt wurde. Dabei hatte der damalige Mit-Direktor des Sonderstabs Bildende Kunst des ERR in Paris Bruno Lohse die Sammlung in jahrelanger Spürarbeit ausfindig gemacht, wie Göpel in einem Telegramm an Martin Bormann schrieb, in dem er den Erwerb der Sammlung Schloss als Chance für eine Aufwertung der Sammlung des Führermuseums anpries. Ein Einsatzkommando des ERR, der zu dem Zeitpunkt unter dem Kommando von Lohse und seinem Kollegen Borchers stand, hatte die Sammlung aus dem Schloss Chambon in Südfrankreich geraubt und schließlich an die Vichyregierung übergeben. Der Louvre erwarb von den 330 Bildern 49 Stück. Aus dem Restbestand suchten Göpel und Bruno Lohse 262 Bilder für den Sonderauftrag Linz aus. Um den Erwerb und Transport der Schloss-Sammlung zu sichern und abzuschließen, nahm Göpel im Oktober 1943 an einer Konferenz in Paris, unter anderem mit Helmut von Hummel und Karl Mürdel teil, in der ein Kredit für die Schloss-Sammlung von rund 50 Millionen Mark beschlossen wurde. Göpel und Lohse nahmen diese Bilder am 3. November 1943 im Museum Jeu de Paume, dem Depot des ERR, von den Franzosen in Empfang, von wo sie dann nach München transportiert wurden.
Göpel nutze die Gemäldetransporte des Sonderauftrags, um heimlich Gemälde des von den Nationalsozialisten geschmähten und im Amsterdamer Exil lebenden Malers Max Beckmann nach München zu Beckmanns Kunsthändler Günther Franke zu schaffen, der durch Verkäufe mit dazu beitrug, Beckmanns Existenz zumindest finanziell zu sichern. Franke war im Übrigen einer der Kunsthändler, die eng mit Hitler und seinen Gemäldeagenten zusammenarbeitete. Göpel hatte Beckmann 1932 in Paris kennengelernt und anlässlich des 50. Geburtstages des Malers am 12. Februar 1934 unter dem Titel „Der Weg eines deutschen Künstlers“ einige Tage später eine Würdigung in der Neuen Leipziger Zeitung veröffentlicht. Dass sie erscheinen konnte, dürfte dem glücklichen Zusammentreffen zu verdanken sein, dass Beckmann ebenso wie Göpel gebürtige Leipziger waren; das Engagement der Zeitung war also lokal begründet.
Beckmann hatte dem Kunsthistoriker entscheidende Mittlerdienste im Zusammenhang mit seinen Illustrationen zur Apokalypse und zum Faust II zu danken. Doch wie das persönliche Verhältnis zwischen dem Maler und Göpel war, ist bis heute ungeklärt. Auffälligerweise setzten Göpels publizistische Nachkriegsaktivitäten erst nach dem Tod des Malers 1950 ein. Dass Beckmann 1944 ein Bildnis von Göpel vollendete, darf sicherlich als Anerkennung und Dank für seine Mittlerdienste verstanden werden.

## Nach dem Zweiten Weltkrieg
Nach 1948 arbeitete Göpel in München als Lektor beim Prestel Verlag und als Kunstkritiker, er schrieb u. a. Artikel für die Süddeutsche Zeitung und Die Zeit. Eine Museumskarriere an den Bayerischen Staatsgemäldesammlungen scheiterte allerdings an der Undurchsichtigkeit seiner Aktivitäten während des „Dritten Reiches“. Seine Fürsprecher hatten fast alle auf die eine oder andere Art mit dem Sonderauftrag Linz zusammengearbeitet. Ernst Buchner, Generaldirektor der Bayerischen Staatsgemäldesammlungen, der ihm diese Museumsstelle verschaffen wollte, war in jener Zeit einer der wichtigsten Kunstberater Hitlers gewesen.
Göpel hat sich in besonderem Maße um das Werk Max Beckmanns verdient gemacht; er veröffentlichte die Monographien »Max Beckmann der Zeichner« (1954) und »Max Beckmann in seinen späten Jahren« (1955), gab im selben Jahr Beckmanns Tagebücher der Jahre 1940 bis 1950 heraus und schrieb etliche Aufsätze, die 1984 unter dem Titel „Max Beckmann. Berichte eines Augenzeugen“ erschienen. 1953 war er Mitbegründer der Max Beckmann Gesellschaft. Sein lebenslanges Wirken für Beckmann gipfelte in dem großen zweibändigen Katalog der Gemälde, den seine Frau Barbara Göpel nach seinem Tod 1966 mit Hilfe der Max Beckmann Gesellschaft fertigstellte und der 1976 erschien. „Die Frage, was Göpels Verstrickung und das Bemühen, sie durch die in solchen Fällen (Heidegger, Sedlmayr) notorischen ‚abendländischen‘ Geistes-Gesten vergessen zu machen, für die Konstruktion des Beckmann-Images im Nachkriegs-Deutschland bedeuteten, wird aber nach wie vor nicht reflektiert.“ Eine umfassende Analyse des Wirkens von Erhard Göpel ist – Stand 2025 – ein Desiderat der Forschung.

## Schriften (Auswahl)
- Der Buchbinder Ignatz Wiemeler. Rohrer Verlag. Leipzig, Brünn u. a. 1938.
- Ein Bildnisauftrag für van Dyck -  Anthonis van Dyck, Philipp Le Roy und die Kupferstecher. Prestel, Frankfurt a. M. 1940; zugl. Phil. Diss. Leipzig 1940.
- Die Bretagne : Volkstum, Geschichte, Kunst. Zeichnungen A. Conrad.  Ein Armee-Oberkommando, Paris um 1940.
- Die Normandie. Von einem Armeeoberkommando. Hrsg. Erhard Göpel. Staackmann, Leipzig 1942. Weitere Auflagen Pariser Zeitung, Paris 1942.
- Neujahrsglückwünsche für 1944  Den Freunden in Herzlichkeit gewidmet von Erhard Goepel. Druck Haumont, Paris 1944.
- Max Beckmann. Der Zeichner. Piper, München 1954.
- Max Beckmann in seinen späten Jahren. München 1955
- Deutsche Holzschnitte des XX. Jahrhunderts. Wiesbaden 1955 (Insel-Bücherei Nr. 606)
- München. Lebenskreise einer Stadt. Lindau 1955 (Fotos von Peter Keetman)
- Max Beckmann. Der Maler. München 1957.
- Max Beckmann -  Die Argonauten, ein Triptychon.  Einführung von Erhard Göpel. Reclam, Stuttgart 1957.
- Deutsche Porträtplastik des zwanzigsten Jahrhunderts. Leipzig und Wiesbaden 1958 (Insel-Bücherei Nr. 650)
- Blick auf Beckmann - Dokumente und Vorträge. Für die Max-Beckmann Gesellschaft hrsg. von Hans Martin Frhr. von Erffa und Erhard Göpel. Piper, München 1962.
- Mit Barbara Göpel. Max Beckmann. Katalog der Gemälde. 2 Bde. Hrsg. Hans Martin Freiherr von Erffa (= Schriften der Max Beckmann Gesellschaft 3). Kornfeld,  Bern 1976.
- Max Beckmann - Berichte eines Augenzeugen. Hrsg. und mit Einführung versehen von Barbara Göpel. Nachwort von Günter Busch. Frankfurt a. M. 1984. ISBN 3-596-23605-3.